# Сан-Карлос (Уругвай)
Сан-Карлос (исп. San Carlos) — город на юге Уругвая, в департаменте Мальдонадо.

## География
Расположен в 13,5 км к северу от административного центра департамента, города Мальдонадо. Город находится на автомобильной дороге № 39, в 2 км к югу от её пересечения с дорогой № 9. Вдоль восточной окраины города протекает река Сан-Карлос.

## История
Сан-Карлос был основан в 1763 году испанским губернатором Педро Антонио де Севальосом. Получил название по имени короля Испании того времени — Карла III. Получил статус малого города (Villa) ещё до обретения страной независимости, а статус города (Ciudad) 18 декабря 1929 года.

## Население
Население города по данным на 2011 год составляет 27 471 человек.
| Год  | Население |
| ---- | --------- |
| 1908 | 5014      |
| 1963 | 13 695    |
| 1975 | 16 925    |
| 1985 | 19 877    |
| 1996 | 24 030    |
| 2004 | 24 771    |
| 2011 | 27 471    |

Источник: Instituto Nacional de Estadística de Uruguay

## Известные уроженцы
- Луис Барриос Тассано — уругвайский политик, министр иностранных дел Уругвая (1988—1990)
- Мариано Солер — уругвайский католический епископ, первый архиепископ Монтевидео
- Франсиско Антонио Видаль — дважды президент Уругвая